# Acontia tinctilis
Acontia tinctilis är en fjärilsart som beskrevs av Hans Daniel Johan Wallengren 1875. Acontia tinctilis ingår i släktet Acontia och familjen nattflyn. Inga underarter finns listade i Catalogue of Life.